# Nationalstraße 315 (China)
Die Nationalstraße 315 (chinesisch 315国道, Pinyin 315 Guódào, englisch China National Highway 315), chin. Abk. G315, ist eine 3.063 km lange, in Ost-West-Richtung verlaufende Fernstraße im Westen Chinas in der Provinz Qinghai sowie im Autonomen Gebiet Xinjiang. Sie beginnt in Xining und führt über Gangca, Ulan, Qakilik, Hotan (Hetian) und Kargilik nach Kaschgar (Kashi), wo sie in die Nationalstraße G314 mündet.